# Peter Schoenen
Peter Schoenen (* 21. Juli 1952 in Eschweiler-Hastenrath; † 23. Juli 2014) war ein deutscher Lehrer, Schriftsteller und Sachbuchautor.

## Leben
Peter Schoenen verlebte seine Kindheit im Killewittchen (Teil des Eschweiler Stadtwalds) und besuchte die katholische Volksschule in Eschweiler-Hastenrath. Nach dem Besuch der Handelsschule in Stolberg und der Höheren Handelsschule in Aachen lernte er Bankkaufmann. Anschließend studierte er Betriebswirtschaft an der Fachhochschule Aachen, schloss diese als Diplom-Betriebswirt (FH) ab und wurde Lehrer an einer privaten Wirtschafts- und Sprachenschule in Düren. Zeitgleich nahm er das Studium des Lehramtes für die Sekundarstufe II an der Philosophischen Fakultät der RWTH Aachen auf, studierte Pädagogik, Philosophie und Wirtschaftswissenschaften und schloss mit dem Ersten Staatsexamen ab. Die 2. Staatsprüfung legte er nach einem zweijährigen Referendariat an einer kaufmännischen Schule in Köln ab.

## Leistungen
Seit 1982 unterrichtete Peter Schoenen am Berufskolleg in Aachen und leitete dort als Oberstudienrat den Bildungsgang der Kaufleute für Spedition und Logistikdienstleistung. Er war Mitglied des Prüfungsausschusses für Speditionskaufleute bei der IHK Aachen.
Seit den 1990er Jahren schrieb Schoenen Fachbücher. 2009 trat er der Autorengruppe WortArt bei, die aus der Bleiberger Literaturwerkstatt in Aachen entstand. Gedichte und Kurzgeschichten von Schoenen wurden in verschiedenen Anthologien und Zeitschriften veröffentlicht.
Peter Schoenen lebte in Stolberg in der Städteregion Aachen.

## Schriften
- Fit in WiSo 1: Prüfungstrainer Abschlussprüfung für kaufmännisch verwandte Berufe und den Einzelhandel, 2 Bde.: Übungsaufgaben und erläuterte Lösungen, 12. Aufl. 2013. U-Form-Verl. Ullrich, Solingen, ISBN 978-3-88234-783-8
- Fit in WiSo 2: Prüfungstrainer Abschlussprüfung für kaufmännische Ausbildungsberufe, 2 Bde.: Übungsaufgaben und erläuterte Lösungen, 11. Aufl. 2013. U-Form-Verl. Ullrich, Solingen, ISBN 978-3-88234-784-5
- Fit in Wiso 3: Prüfungstrainer Abschlussprüfung für Bankkaufmann/-frau, 2 Bde.: Übungsaufgaben und erläuterte Lösungen, 6. Aufl. 2012. U-Form-Verl. Ullrich, Solingen, ISBN 978-3-88234-785-2
- Prüfungstrainer Zwischenprüfung Kaufmann/-frau für Spedition und Logistikdienstleistung, 2 Bde.: Übungsaufgaben und erläuterte Lösungen, 6. Aufl. 2013. U-Form-Verl. Ullrich, Solingen, ISBN 978-3-88234-408-0
- Prüfungstrainer Abschlussprüfung Kaufmann/-frau für Spedition und Logistikdienstleistung, 2 Bde.: Übungsaufgaben und erläuterte Lösungen, 9. Aufl. 2013. U-Form-Verl. Ullrich, Solingen, ISBN 978-3-88234-402-8
- Prüfungstrainer Abschlussprüfung Fallbezogenes Fachgespräch Kaufmann/-frau für Spedition und Logistikdienstleistung, 1. Aufl. 2013. U-Form-Verl. Ullrich, Solingen, ISBN 978-3-88234-403-5

Beiträge in Anthologien
- Hans-Alfred Herchen (Herausgeber): Das Fließen des Lebens. Haag und Herchen-Verlag, Frankfurt am Main 2003, ISBN 3-89846-229-3, S. 221–226.
- Maren Kiesbye (Herausgeberin): Blaugetaucht: Kurzgeschichten und lyrische Gedanken. Balthasar-Verlag, Gifhorn 2009, ISBN 978-3-937134-48-2, S. 36–41.
- Hans Greis, Erwin Otto (Herausgeber): Literamus Band 36. WVT Wissenschaftlicher Verlag Trier, Trier 2009, ISBN 978-3-86821-209-9, S. 36–45.
- Klaus Schmidt-Macon (Herausgeber): Jahrbuch für das neue Gedicht 2010: Das Ungesagte, Irden, Schaumwein und Schnittchen. Brentano-Gesellschaft, Frankfurt am Main 2009, ISBN 978-3-933800-31-2, S. 835.
- Ideale-Stiftung (Herausgeberin): Ideale suchen, Band I. Lingen 2010, ISBN 978-3-939222-00-2, S. 104 f.
- Hanne Landbeck (Herausgeberin): Kühner Kosmos, Kurzprosa. Eine Anthologie, Landbeck-Verlag, Berlin 2011, ISBN 978-3-942874-00-7, S. 98 f.
- Literaturbüro Euregio Maas-Rhein e. V. (Herausgeber): Spuren aus 30 Jahren Literaturbüro EMR. Aachen 2013, ISBN 978-3-7322-8156-5, S. 248 ff.

Roman
- Der Y psi lonische Grat, Wenz-Verlag, Dreieich 2011, ISBN 978-3-937791-37-1.

| Personendaten    | Personendaten                                      |
| ---------------- | -------------------------------------------------- |
| NAME             | Schoenen, Peter                                    |
| KURZBESCHREIBUNG | deutscher Lehrer, Schriftsteller und Sachbuchautor |
| GEBURTSDATUM     | 21. Juli 1952                                      |
| GEBURTSORT       | Eschweiler-Hastenrath                              |
| STERBEDATUM      | 23. Juli 2014                                      |